# Madonna's van Pervijze

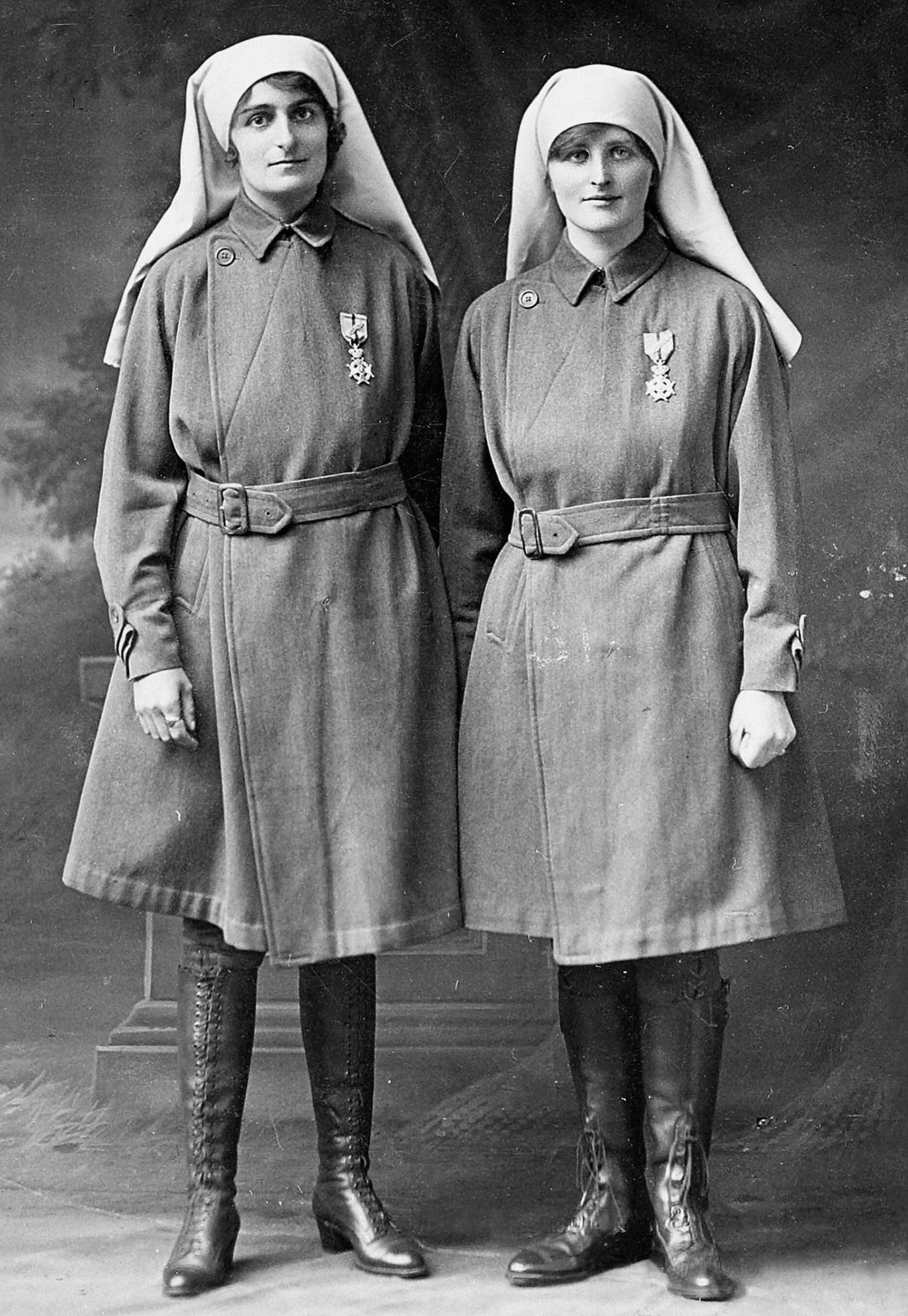
Elsie en Mairi tijdens de Eerste Wereldoorlog

Elsie Knocker en Mairi Chisholm, beter bekend als de Madonna's van Pervijze (ook wel de engelen van Pervijze) waren twee jonge vrouwen die tijdens de Eerste Wereldoorlog uit Schotland en Engeland naar België zijn gekomen om te helpen in de medische hulpverlening aan het front. Beiden waren motorliefhebbers, en zo deed Mairi die toen 17 jaar oud was, dienst als motorkoerier waarna ze zich aansloot bij een Brits medisch team op weg naar België. Elsie, eveneens een motorfanaat, maakte ook deel uit van dat team. Beiden hebben tijdens de Eerste Wereldoorlog een grote rol gespeeld in de medische hulpposten aan het front in Pervijze.

## Elsie Knocker

### Jonge jaren
Elsie is geboren in Exeter, Devon op 29 juni 1884 als Elizabeth Blackall Shapter als jongste van vijf kinderen. Haar bekende naam ‘Elsie’ was een bijnaam die ze verwierf als jong meisje. Elsie had geen makkelijke jeugd aangezien haar moeder stierf wanneer ze vier jaar was. Twee jaar later stierf haar vader aan tuberculose. Een koppel, een leerkracht en zijn vrouw adopteerden haar en stuurden haar naar het prestigieuze Chateau Lutry in Zwitserland om verpleegkunde te studeren. Stage deed ze bij het ‘Children’s hip hospital’ in Sevenoaks.

### Liefdesleven en kinderen
Later, in 1906, ontmoette ze Leslie Duke Knocker waarmee ze ook trouwde. Eén jaar later werden ze ouders van hun zoon Kenneth Duke. Helaas faalde het huwelijk en zo begon Elsie een stage als vroedvrouw in het Queen Charlotte’s Hospital. Omdat scheiden in die tijd taboe was vertelde Elsie tegen iedereen dat haar man was gestorven.
Nadat Elsie scheidde van haar man vond ze een nieuwe passie, motorrijden. Haar naam op haar voertuig was “Gypsy” aangezien ze lid was van de Gypsy Motorclub. Ze had verschillende voertuigen, onder andere een Chater-Lea met een zijspan om naar het Westfront te reizen.
Tijdens haar verblijf in België leerde Elsie in 1916 een Belgisch piloot kennen die Baron was, zijnde Harold de T’Serclaes. Wanneer ze trouwden werd Elsie Barones T’Serclaes. Toen in 1919 de Baron en de Rooms-katholieke kerk ontdekten dat haar vorige man niet was gestorven, werd het huwelijk ontbonden. Wel mocht Elsie haar naam als Barones behouden. Mairi wist niks van deze leugens en wanneer ze dit nieuws te weten kwam, betekende dit meteen het einde van hun hechte vriendschap.

### Na de oorlogen
Zowel in de eerste als Tweede Wereldoorlog was Elsie actief in de hulpverlening aan het front. Na de Tweede Wereldoorlog ging ze in Ashtead, Surrey wonen en daar bleef ze ook tot haar dood. Ze fokte Chiuahuas en had er enkele. Elsie droeg opvallende en flamboyante kledij en juwelen en was gekend. Ze is nooit meer hertrouwd en is dement geworden op late leeftijd. Op 26 april 1978, op 93-jarige leeftijd, stierf Elsie door ouderdom.

## Mairi Chisholm

### Jonge jaren
Mairi Chisholm is op 26 februari 1896 in Nairn, schotland geboren als eerste dochter, ze had een oudere broer. Haar familie kwam uit de betere kringen en wanneer Mairi nog een kind was verhuisde de familie naar Dorset. Wanneer ze ouder was kocht haar vader haar een Douglas motor en Mairi hield ervan om haar vrije tijd hieraan te besteden. Wanneer ze 18 was ontmoette ze Elsie Knocker, toen een gescheiden moeder met één zoon en fanatiek bezig met motorsport. Hun vriendschap groeide en in 1914 gingen ze samen naar België om te helpen aan het front. Mairi was toen een jong, blond meisje zonder verpleegstersdiploma met een ijzeren fysiek en onuitputtelijke werkkracht. Daardoor was ze geschikt om de verbandpost aan het front draaiende te houden. Angst leek ze niet te kennen, dit werd duidelijk aangezien ze als jonge vrouw rondreed met ambulances tijdens gevechten.

### Liefdesleven en kinderen
Mairi is nooit getrouwd geweest, maar wel twee keer verloofd. De eerste keer was in 1916 toen ze zich verloofde met de piloot Jack Petrie. Hij overleed een jaar later tijdens een oefenvlucht. In 1918 verloofde ze zich voor een tweede keer, dit keer met William Thomas James Hall, een Luitenant uit de luchtmacht. Toch is ze ook hiermee niet getrouwd, de verloving werd plotseling verbroken maar duidelijkheid rond het waarom is er niet.

### Na de oorlogen
Door de gasvergiftigingen tijdens de oorlog had Mairi gezondheidsproblemen en een zwak hart. Toch leefde ze verder zoals voorheen en begon ze nog met autoracing. Ze keerde op doktersadvies later terug naar Nairn om een rustig leven te leiden waar ze een gevogeltefokker werd samen met een vroegere jeugdvriend. De laatste jaren heeft ze veel meegewerkt aan de ‘Clan Chisholm Society’ , dewelke de dag van vandaag nog steeds bestaat. Op 22 augustus 1981 stierf Mairi op 85-jarige leeftijd aan longkanker.

## De Groote Oorlog

### Begin
Na het uitbreken van de oorlog in Londen stelden Elsie en haar vriendin Mairi zich kandidaat aan het front bij dokter Munro in zijn vliegend hospitaal. Mairi was nog een jong meisje van 18 en was vertrokken tegen haar moeders wil in naar België, zij verkocht haar motorfiets om de overtocht naar Oostende te kunnen betalen. Eenmaal aangekomen in Oostende reisden de twee verder naar Gent waar gewonden verzorgd werden, al was hier toen nog niet erg veel werk aangezien er een overaanbod aan verpleegsters waren. Omdat ze meer wilden dan dit zochten ze verder en ontmoetten ze dokter Vander Ghinst in Diksmuide. Elsie kreeg het idee een hulppost dichter bij de frontlijn op te starten zodat gewonden onmiddellijk verzorgd konden worden. Aangezien dit nog niet bestond waren er veel soldaten die het ziekenhuis niet haalden, een post aan het front waar de eerste levensnoodzakelijke zorgen toegediend werden zou vele levens redden. Ze overtuigde dokter Vander Ghinst en hij hielp hen met het oprichten van een hulppost in Pervijze aan het front, ondanks de vele tegenkantingen van de Britse en Franse militaire overheden.

### Cellar house

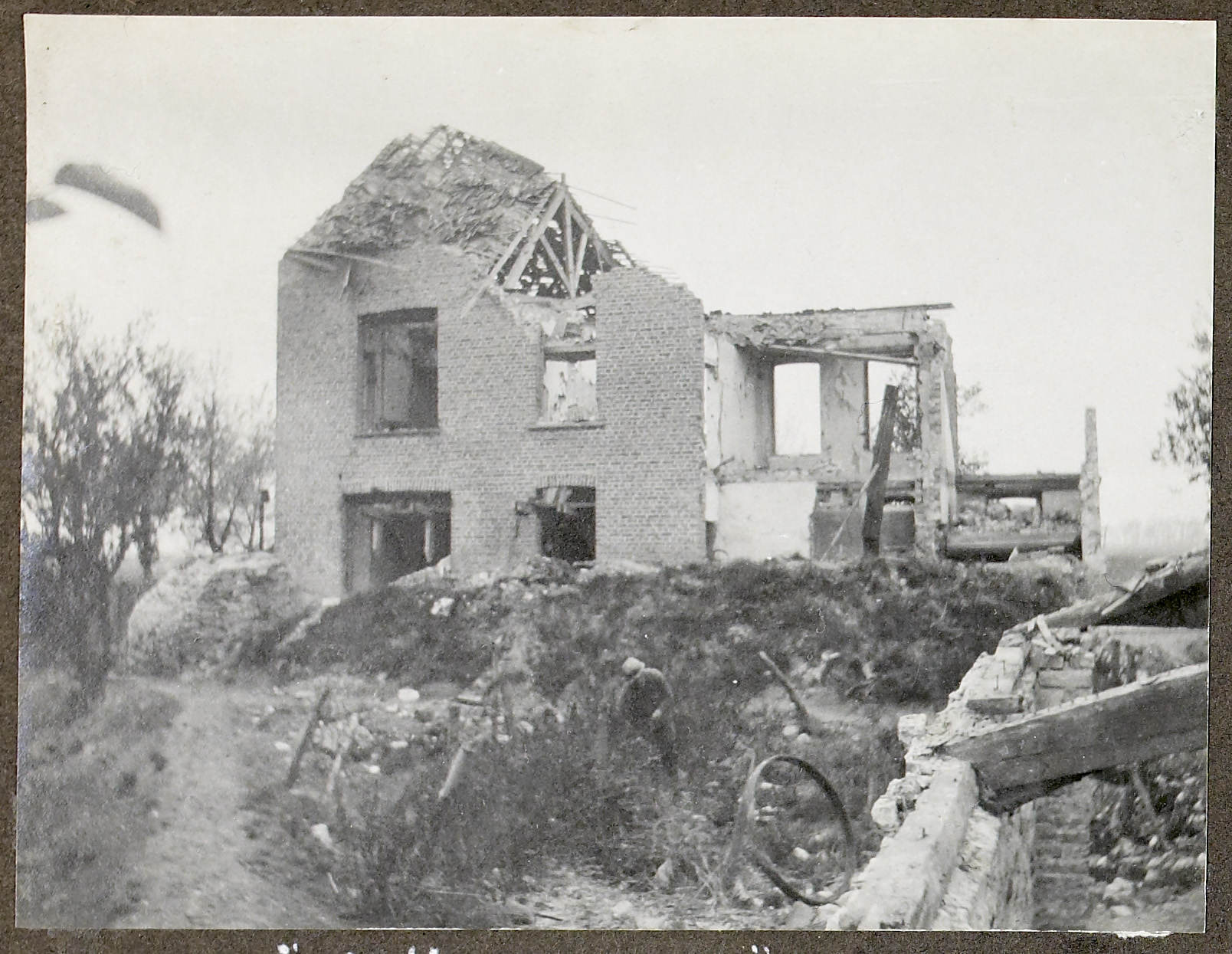
The cellar house

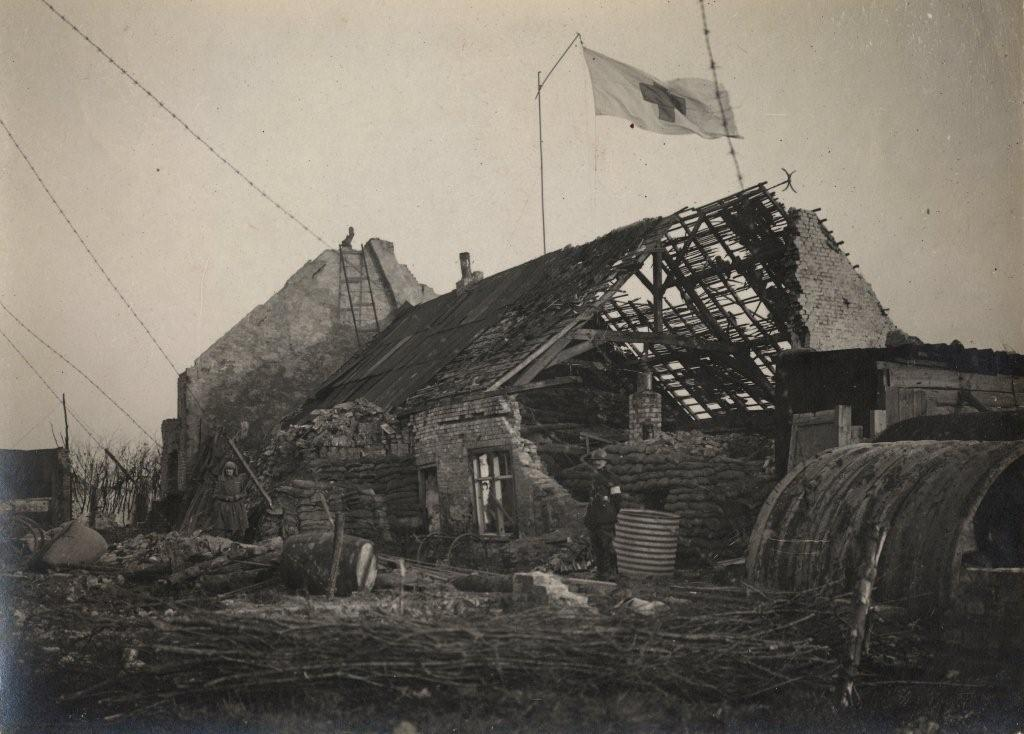
Eerstehulppost

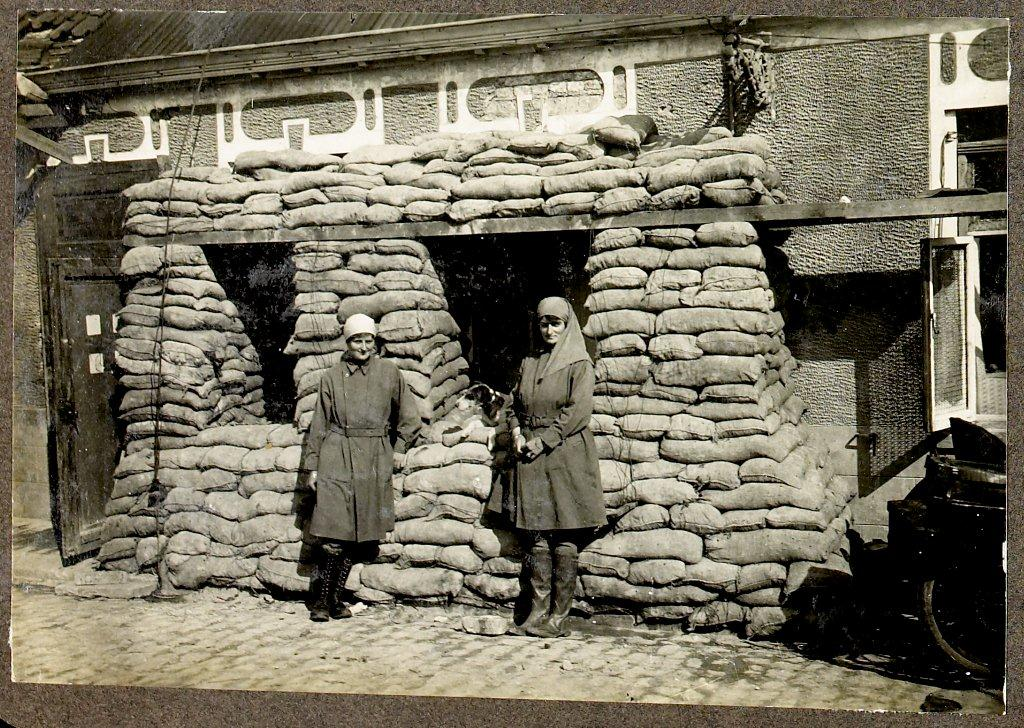
Derde huis

In november 1914 richtten Mairi en Elsie de medische hulppost op in Pervijze, dit was vlak bij de eerste linie van de Belgen. Dit dorp was er erg aan toe, enkel hier een daar een hoop stenen en dode dieren tussen het puin. De vrouwen besloten hun intrek te nemen in de kelder van het huis van de voormalige burgemeester, op slechts 50 meter van de frontlijn. Het duo leefde in erg primitieve omstandigheden, en deze woning was niet houdbaar. Na enkele weken verlieten ze de  woning dan ook en zochten een andere betrekking, zijnde een kelder van een kapotgeschoten woning. Beter bekend als the cellar house. Deze woning was voor de Duitsers erg zichtbaar, en de vrouwen waren bang beschoten te worden. Daarom zochten ze voor de tweede keer een andere woonst, dit keer een minder opvallende. Deze woning diende echter enkel als slaapplaats, hun cellar house aan het front bleef bestaan als medische post.
Ondertussen werd er ook soep en warme chocomelk gemaakt voor de soldaten door Elsie en Mairi. Dit was een moeilijke job want de bevoorrading kon alleen 's nachts in stilte samen met een officier. Dit nieuws geraakte snel bekend en veel officieren zakten af naar Pervijze want hier werd tussen alle ellende door toch nog gedanst. De soldaten bleven na de aflossing van de wacht dan ook vaak hangen in de omgeving van het huis en de verpleegsters.
Toch waren ze ook in hun tweede cellar house niet veilig, en de twee verlieten Pervijze voor 10 dagen naar Engeland. Ze kwamen terug met fondsen door lezingen om aan een derde poging te beginnen. In eerste instantie trok men in in een woning op enkele kilometers van Pervijze, dit om rond te rijden met ziekenwagens om gewonden op te halen. Wanneer Elsie enkele maanden later terug ging kijken naar hun eerste hulppost in Pervijze zag ze dat hun hulp daar erg gemist werd. Ze keerden terug, opnieuw in een nieuwe woning, dit keer geen cellar house maar wel een bouwvallig gebouw waarvan nog 4 muren overeind stonden. Dit werd een beetje opgeknapt met beton, ijzeren liggers en zandzakjes en zo was men opnieuw paraat aan het front.

### Einde
Men deed verder in Pervijze tot zondag 17 maart 1918, op die dag werd een gasgranaat binnen gegooid in hun woning. Hun hond Shot verwittigde hen hiervoor en ze overleefden de aanval allebei. Mairi keerde nog terug naar Pervijze, maar wanneer een tweede keer een gasaanval plaatsvond sloten de Belgische autoriteiten de hulppost definitief. Zo eindigden de vrouwen hun tijd aan het front tijdens de Groote Oorlog in België, maar ze werden niet vergeten. In allerlei Britse en Franse kranten werden ze vernoemd als helden en engelen. Ook koning Albert I van België decoreerde hen persoonlijk met de Orde van Leopold II; koningin Elisabeth gaf hen een ereteken en in Britse kranten kregen ze medailles voor hun werk.

## Shot

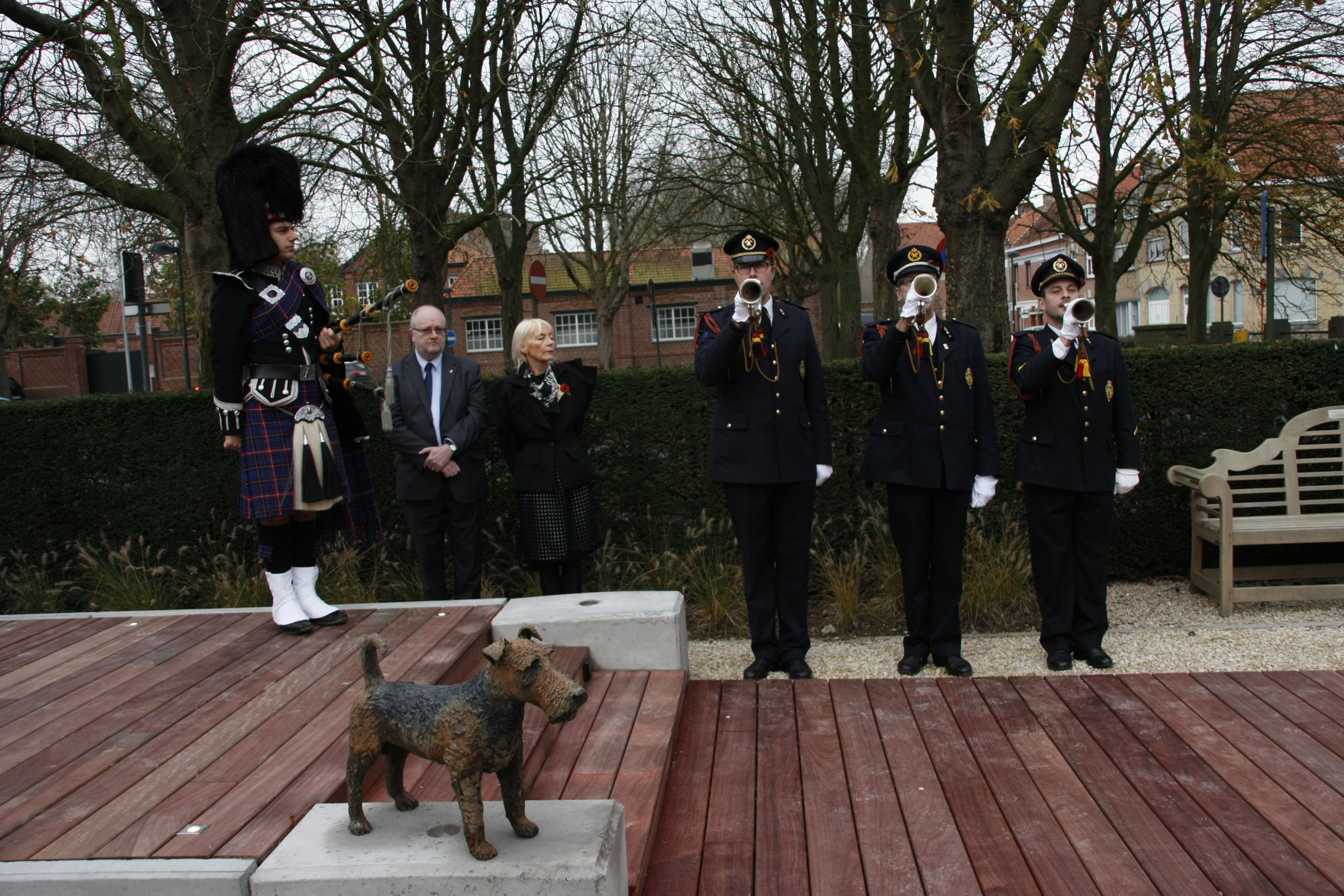
Standbeeld 'Shot' te Ieper

De twee vrouwen gaven niet enkel hulp maar kregen er van hun foxterriër Shot. Elsie Knocker had het tot een ongewone overeenkomst met de vijand gebracht. Wanneer zij zich wou begeven op het 'niemandsland' om gewonden te halen tussen de linies zond ze eerst haar hond Shot naar de linies aan de overkant met een nota voor de Duitse officier zodat die niet zouden schieten. Overeengekomen was dat de verpleegster geen helm zou dragen maar een witte verpleegstersdoek die haar er niet als een soldaat zou laten uitzien. Deze maatregelen zorgden ervoor dat Elsie en Mairi veiliger waren tijdens hun interventies.
Ook redde Shot de levens van Elsie, Mairi en hun patiënten in de lente van 1918 tijdens de aanval met een gasgranaat. Wanneer het geelgroene chloorgas binnenkwam alarmeerde Shot hen waardoor ze tijdig hun gasmasker opzetten. Shot zelf overleefde het niet. Hij heeft een gedenkteken in de vorm van een standbeeld in Ieper.

## Gedenkteken

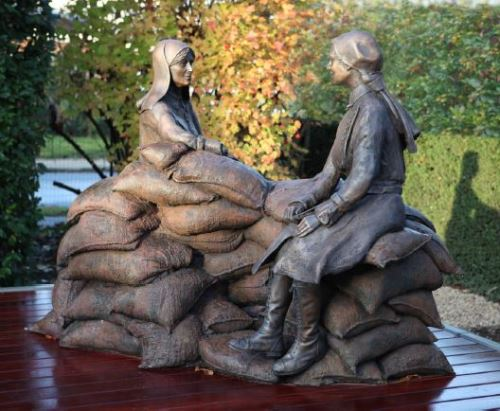
Standbeeld Elsie en Mairi te Ieper

Om de madonna's vandaag de dag te herdenken werd in mei 2013 door de Engelse historica Diane Atkinson en fractiemedewerker bij het Vlaams Parlement Stefaan Vandenbussche een project opgestart, zijnde een gedenksteen oprichten voor hen in Pervijze. Dit is een blijvend eerbetoon voor de zorg die deze vrouwen hebben verstrekt aan Belgische, Britse en Franse soldaten in Pervijze. Maar niet enkel voor hen, ook voor alle andere vrouwen die hielpen tijdens de Eerste Wereldoorlog én de hulpverleners die vandaag de  dag hulp bieden in oorlogzones. Het geld om deze gedenksteen te realiseren kwam van verschillende personen, verenigingen en bedrijven die vrijwillig een gift hebben gedaan. Eens ze het geld hadden verzameld werd samengewerkt met beeldhouwster Josyane Vanhoutte.
Er werd gekozen om dit standbeeld te plaatsen in de tuin van Hotel Ariane te Ieper met de onthulling op 22 november 2014. Deze datum is bewust gekozen aangezien het op die dag exact 100 jaar geleden was dat de twee vrouwen aankwamen in Pervijze. Het levensgrote en bronzen standbeeld bestaat uit Elsie en Mairi die zitten op zandzakken. Verder werd ook hun hond Shot niet vergeten, aangezien ook hij een grote hulp is geweest, en hij kreeg een apart beeld.

## Fotogalerij

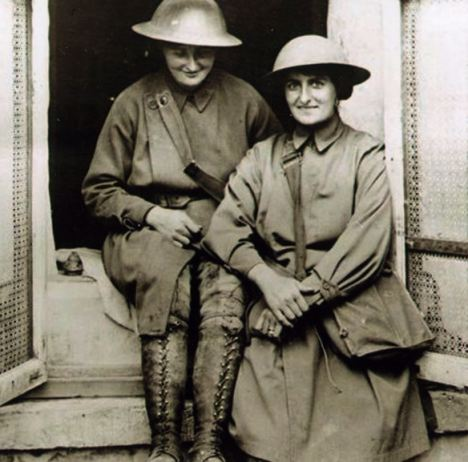
Elsie en Mairi
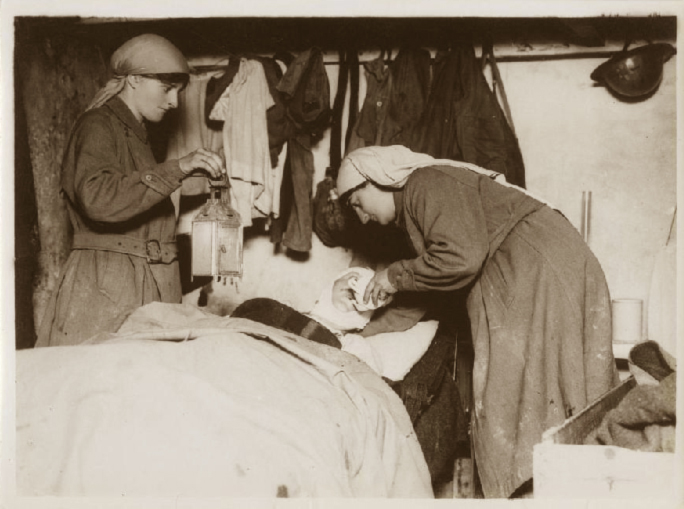
Verzorging van een Belgische soldaat
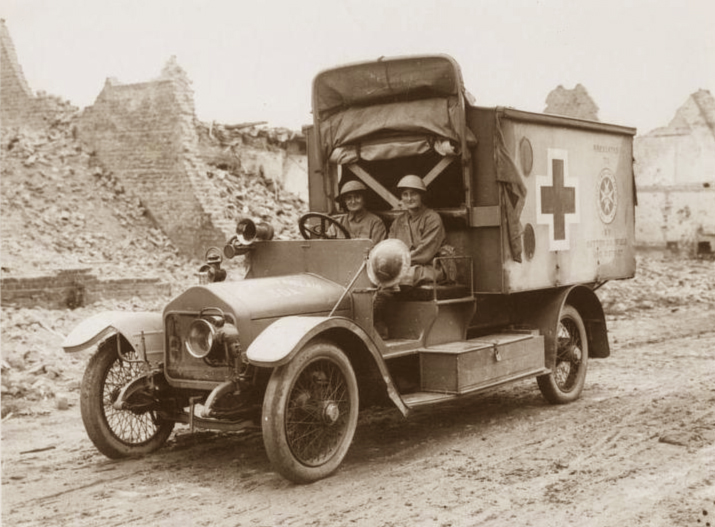
Met ambulance in Pervijze
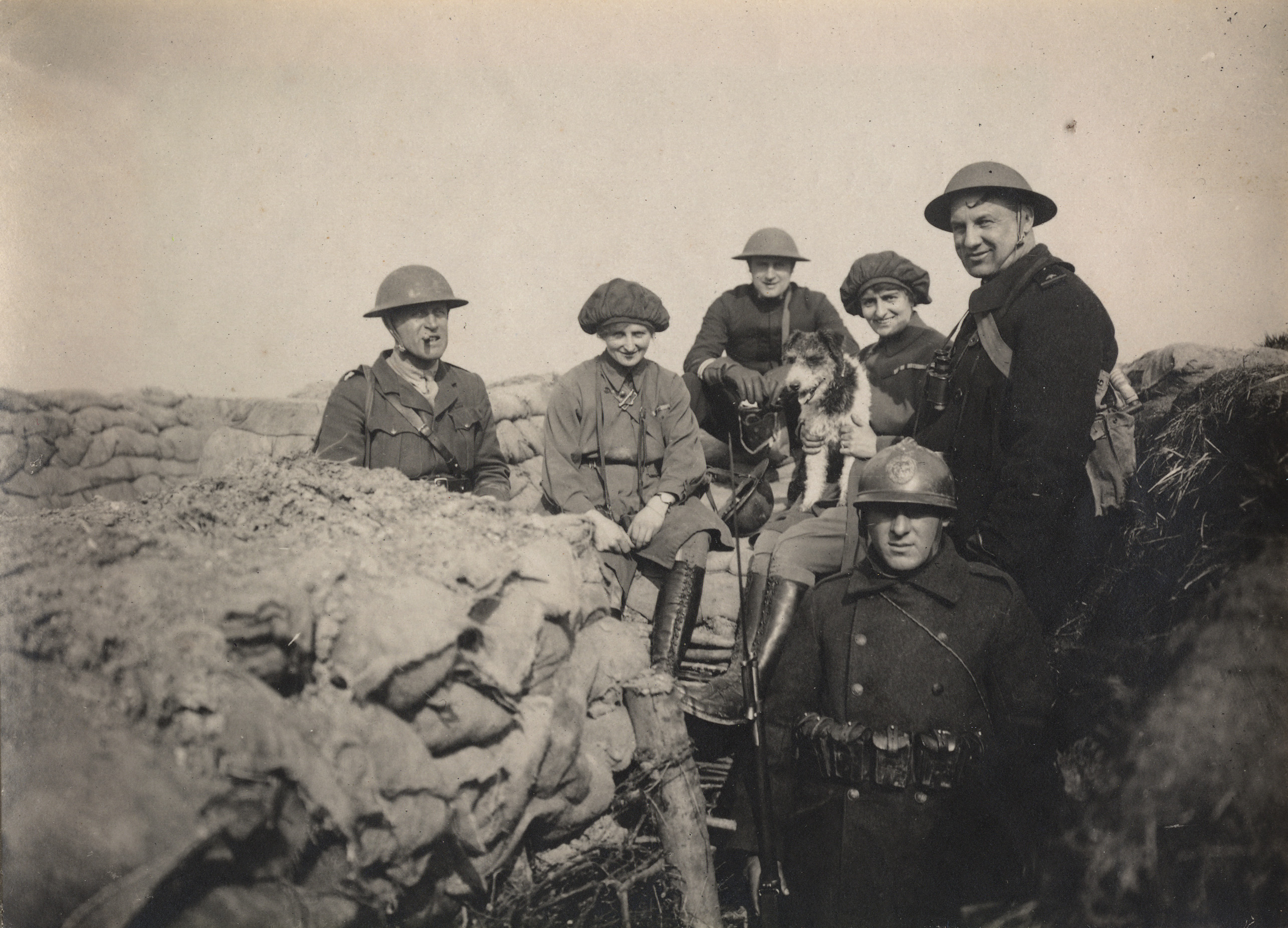
Elsie en Mairi aan het front met hond Shot
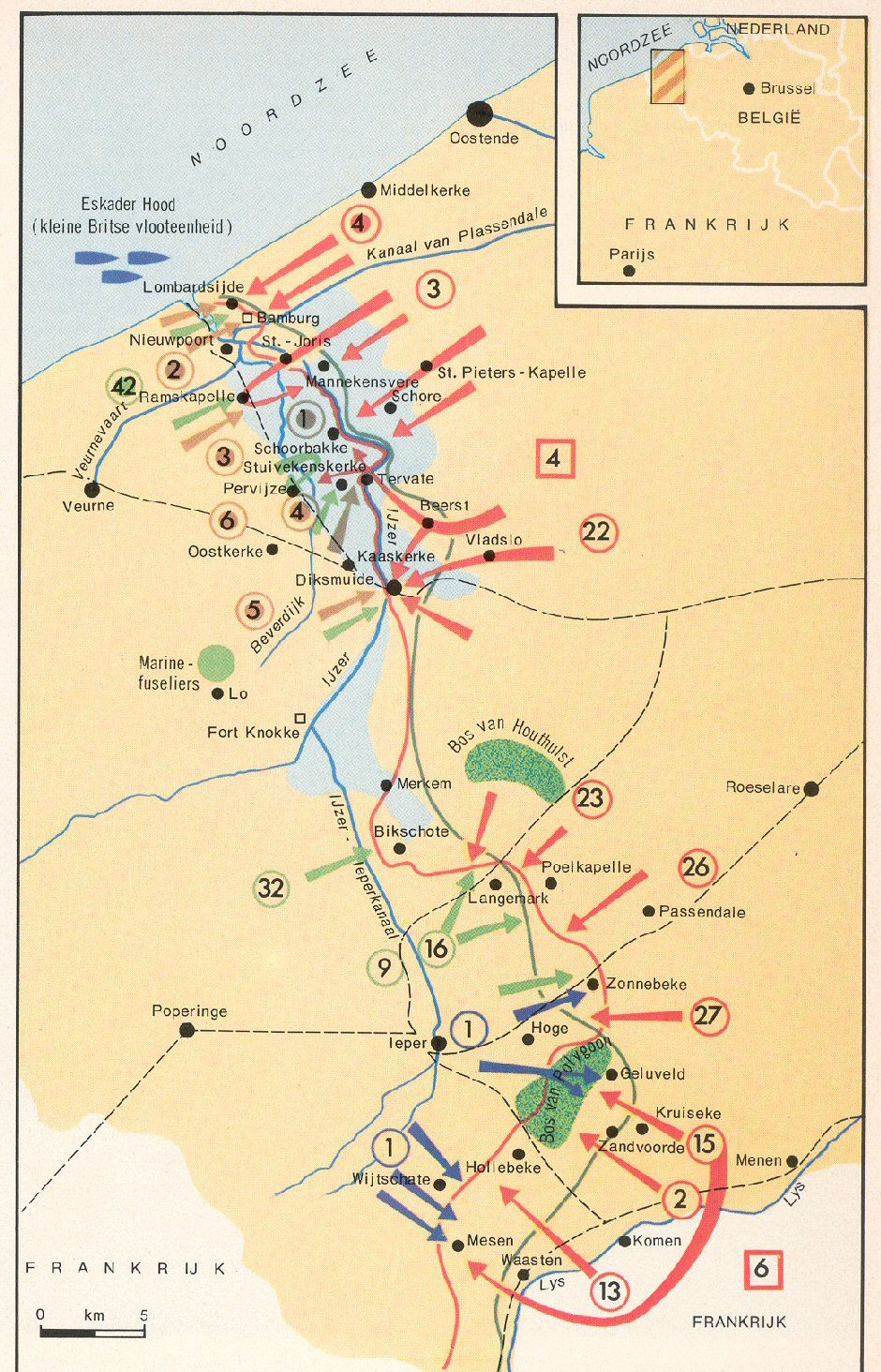
IJzerfront
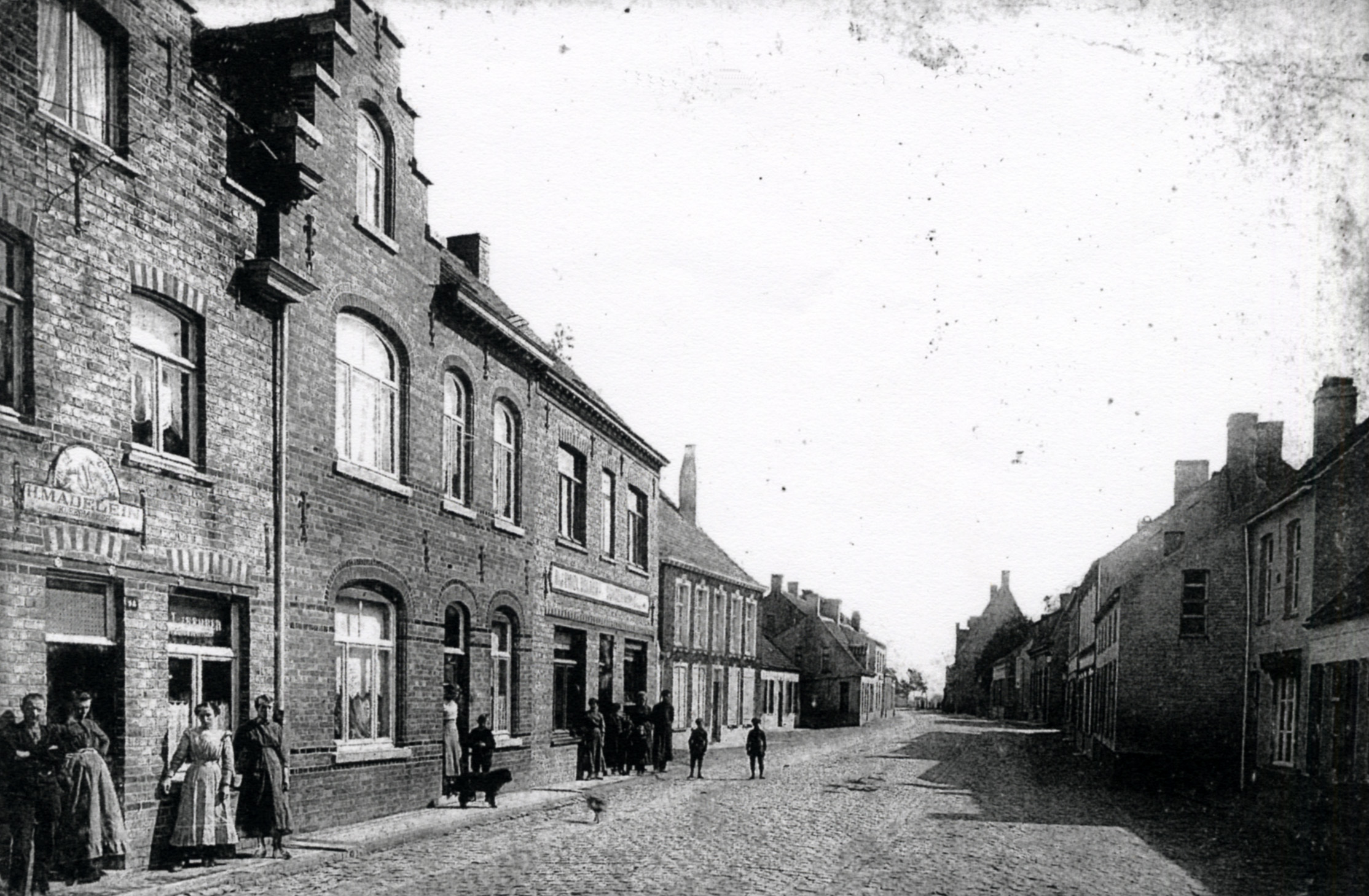
Het dorp Pervijze